# 봉담중학교
봉담중학교(峰潭中學校)는 대한민국 경기도 화성시 봉담읍 상리에 있는 공립 중학교이다.

## 학교 연혁
- 1998년 8월 14일 : 보통교실 15실, 특별교실 11실, 보일러실(지하동) 착공
- 1999년 1월 26일 : 봉담중학교 설립인가 (6학급)
- 1999년 11월 29일 : 건물 1차 준공
- 2000년 3월 1일 : 초대 남기항 교장 취임
- 2000년 3월 4일 : 제1회 신입생 입학식 (5학급 175명)
- 2000년 5월 6일 : 개교식 거행
- 2002년 2월 6일 : 제1회 졸업식 (졸업생 6명)
- 2020년 9월 1일 : 제7대 장성준 교장 취임
- 2023년 3월 2일 : 제24회 신입생 입학식(8학급 264명)
- 2024년 1월 5일 : 제23회 졸업식(9학급 288명, 총 6,481명)

## 참고 자료
- 봉담중학교 - 한국교육학술정보원 학교알리미
- 2022 봉담중학교 - 대원미디어, BS FUJI